# Confédération des grandes loges unies d'Europe
La Confédération des grandes loges unies d’Europe (GLUDE) est une organisation maçonnique fondée à Paris le 18 juin 2000. Elle réunit des obédiences autour de l'« écossisme », c'est-à-dire principalement autour du Rite écossais ancien et accepté ou d'autres rites écossais.

## Historique
La Confédération des grandes loges unies d’Europe a été fondée par un traité d’union signé par trois grandes loges : la Grande Loge de France, la Grande Loge traditionnelle et symbolique Opéra et la Grande Loge nationale de Yougoslavie (devenue depuis Grande Loge nationale de Serbie).
Elle se développe en Europe et dans le pourtour méditerranéen pendant une dizaine d'années, avant de s'ouvrir aux obédiences du monde pratiquant principalement le Rite écossais ancien et accepté et partageant les mêmes valeurs humanistes et spirituelles.

## Membres
Les 23 obédiences qui composent la confédération en 2014 sont les suivantes :
- Grande Loge de France ;
- Grande Loge traditionnelle et symbolique Opéra ;
- Grande Loge nationale de Serbie ;
- Grande Loge maçonnique générale italienne ;
- Grande Loge des Canaries ;
- Grande Loge nationale portugaise;
- Grande Loge nationale de Serbie ;
- Grande Loge nationale de Roumanie ;
- Grande Loge unie du Liban ;
- Grande Loge nationale de Roumanie 1880 ;
- Grande Loge unie du Maroc ;
- Grande Loge unie de Russie ;
- Grande loge  d'Autriche du REAA ;
- Grande Loge de Grèce du REAA ;
- Grande Loge de Hongrie du REAA ;
- Grande Loge de Bulgarie ;
- Grande Loge d'Espagne ;
- Grande Loge unie de Lettonie
- Grande Loge nationale de République de Moldavie ;
- Grande Loge nationale du Portugal ;
- Grande Loge nationale de Roumanie ;
- Sérénissime Grande Loge d'Italie.